# Chiesa di Santa Maria delle Grazie (Foggia)
La chiesa di Santa Maria delle Grazie è stata una chiesa di Foggia.
La chiesa era chiamata anche della Madonna delle Grazie, ma più comunemente era chiamata con nome "Lo Sepolcro".
Era ubicata dalle parti della porta Arpana, sulla strada per Manfredonia, vicina all'attuale chiesa di San Giovanni Battista.